# Diccionario de la lengua española de la Real Academia Española

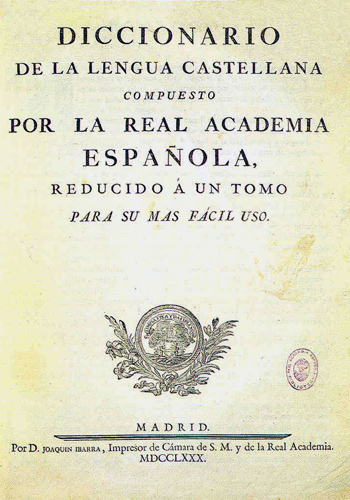
Titelblatt des Diccionario de la lengua castellana von 1780

Der Diccionario de la lengua española de la Real Academia Española ist ein Wörterbuch der spanischen Sprache, das von der Königlich Spanischen Akademie [für Sprache] herausgegeben wird. Die erste Auflage stammt von 1780 und die letzte – die 23. – von 2014.
Das Wörterbuch gilt als das wichtigste Wörterbuch zur spanischen Sprache, maßgeblich in allen Zweifelsfällen. Es enthält alle Wörter, die nicht nur in Fachsprachen oder begrenzten geografischen Räumen der spanischsprachigen Welt gebräuchlich sind. Die Abkürzung lautet allgemein DRAE (Diccionario de la lengua española de la Real Academia Española), die Akademie selbst spricht allerdings vom Diccionario Usual.

## Ursprung und Entwicklung des Wörterbuchs

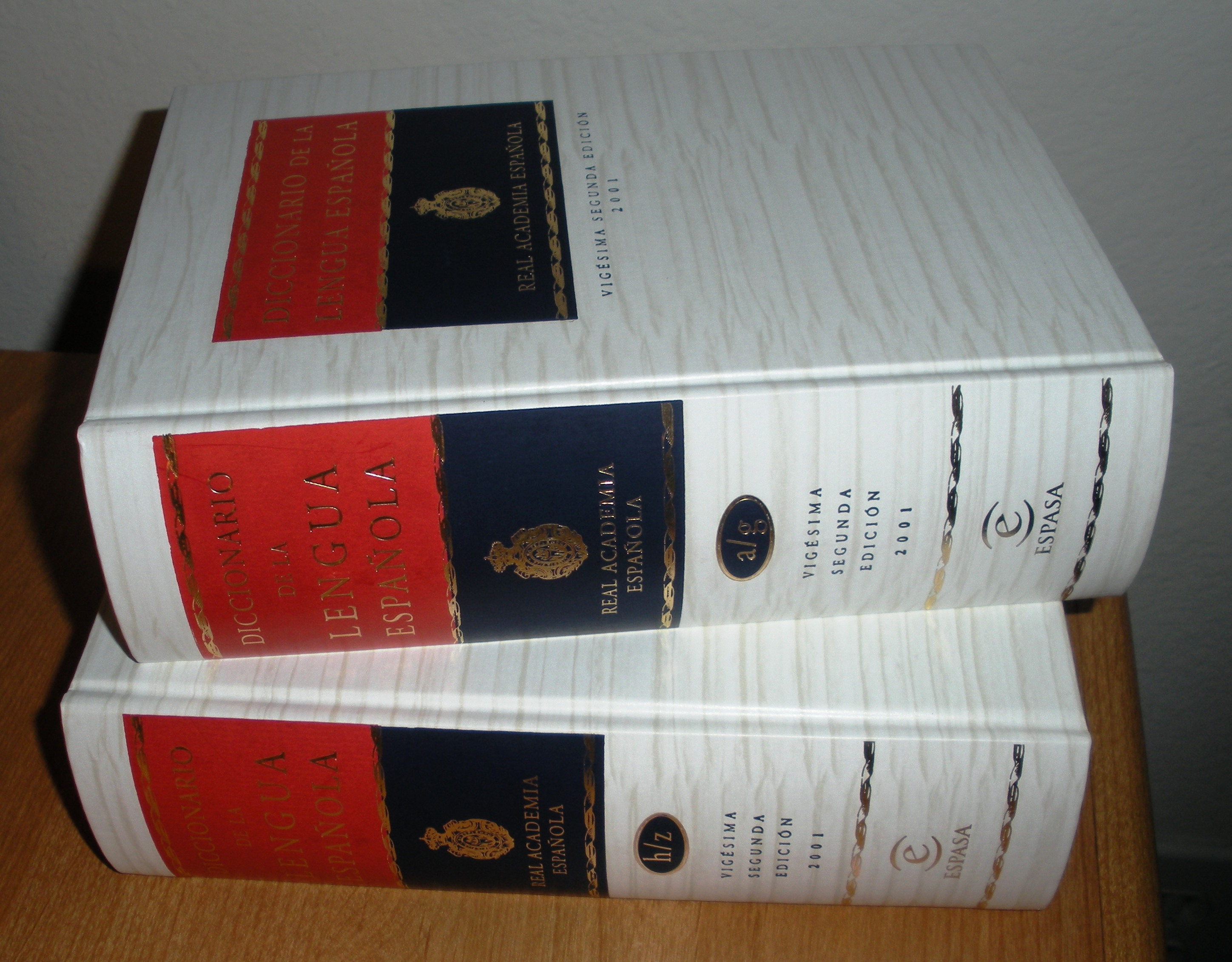
22. Auflage des Diccionario de la lengua española de la Real Academia Española.

Die Entwicklung eines Wörterbuchs der spanischen Sprache gehörte zu den ersten Aufgaben, die sich die Akademie bei ihrer Gründung 1713 stellte. Zunächst entstand so der Diccionario de Autoridades (1726–1739 in sechs Bänden). Auf dieser Grundlage wurde der DRAE erarbeitet, der erstmals 1780 erschien. Der vollständige Titel lautet übersetzt: „Wörterbuch der kastilischen Sprache, zusammengestellt von der Königlich Spanischen Akademie, für den leichteren Gebrauch reduziert auf einen Band“. Im Vorwort wurden als Gründe für die Veröffentlichung die Nachfrage der Öffentlichkeit nach einem Wörterbuch angegeben, solange die zweite korrigierte und erweiterte Auflage des Diccionario de Autoridades noch ausstand. Der DRAE sei eine leichter gebräuchliche und kostengünstige Alternative. Bereits mit seiner zweiten Auflage stieg der DRAE zum wichtigsten Wörterbuch der spanischen Sprache auf, wobei auf die Angabe von Belegen verzichtet wurde. Der Diccionario de Autoridades ist seit 1793 nicht mehr aktualisiert worden.
Über die Aufnahme, Abänderung oder Streichung von Stichwörtern entscheidet das Plenum der Akademie. Zwischen 1780 und 1992 wurden, falls es sich um lateinamerikanische Wörter handelte, auch die Akademien dieser Länder konsultiert. Seit der Auflage von 1992 geben die Königlich Spanische Akademie und die 21 anderen Akademien für Sprache der spanischsprachigen Welt das Wörterbuch gemeinsam heraus.
Ausgaben des DRAE (Jahr und Auflage): 1780 (1.) – 1783 (2.) – 1791 (3.) – 1803 (4.) – 1817 (5.) – 1822 (6.) – 1832 (7.) – 1837 (8.) – 1843 (9.) – 1852 (10.) – 1869 (11.) – 1884 (12.) – 1899 (13.) – 1914 (14.) – 1925 (15.) – 1936/39 (16.) – 1947 (17.) – 1956 (18.) – 1970 (19.) – 1984 (20.) – 1992 (21.) – 2001 (22.) – 2014 (23.).

## Titel des Wörterbuchs
- Diccionario de la lengua castellana compuesto por la Real Academia Española (deutsch: Wörterbuch der kastilischen Sprache, zusammengestellt von der Königlich Spanischen Akademie), Titel der ersten (1780) bis vierten Auflage (1803).
- Diccionario de la lengua castellana por la Real Academia Española, Titel der fünften (1817) bis 14. Auflage (1914).
- Diccionario de la lengua española seit der 15. Auflage (1925).

## Lexikografische Entwicklungen
Ab der vierten Auflage (1803) wurden ch und ll als eigene Buchstaben im Alphabet behandelt. Diese Entscheidung wurde erst 1994 vom 10. Kongress der Vereinigung spanischsprachiger Akademien wieder aufgehoben, sodass ch und ll jetzt an ihrem üblichen Platz im lateinischen Alphabet eingeordnet werden. Im Jahre 1803 wurde auch das x gegen ein j ausgetauscht, sofern es wie j ausgesprochen wurde. Der Zirkumflex-Akzent ^ wurde gestrichen.
Die ersten Auflagen waren sehr viel umfangreicher als heute. Sie enthielten die Übersetzung der Stichwörter ins Lateinische, gaben in einigen Fällen Beispiele für die Verwendung vor allem in Form von Redewendungen und behandelten die Wortgeschichte. Dem Gebrauch der Epoche folgend findet sich mujer (deutsch: Frau) unter muger eingeordnet; xaga verwandelte sich zunächst in chaga und später in llaga (deutsch: Wunde) und xapeo in chapeo (deutsch: Hut).

## Verwendete Medien
Bis zur 21. Auflage wurde der DRAE auf Papier veröffentlicht, doch wurde mit dieser Auflage erstmals auch eine Ausgabe auf CD-ROM herausgebracht. Mit der 22. Auflage wurde darüber hinaus das Wörterbuch ins Internet gestellt, wo es kostenlos zugänglich ist.

## Kolophon
Im Kolophon auf der letzten Seite der 22. Auflage wird dem berühmtesten spanischen Dichter eine besondere Ehrung zu Teil: „Se acabó de imprimir este libro en Madrid, en los talleres gráficos de Rotapapel, S. L., el día 9 de octubre de MMI, fecha en que se cumplen 454 años del bautismo de Miguel de Cervantes“ („Der Druck dieses Buches wurde am 9. Oktober 2001 in Madrid in den grafischen Werkstätten von Rotapapel S. L. beendet, dem Tag, an dem sich die Taufe des Miguel de Cervantes zum 454. Male jährt“). Der genaue Geburtstag Cervantes’ ist unbekannt, weshalb auf die Taufe Bezug genommen wird.